# Peumerit-Quintin
Peumerit-Quintin (bretonisch Purid-Kintin) ist eine französische Gemeinde mit 184 Einwohnern (Stand: 1. Januar 2022) im Département Côtes-d’Armor in der Region Bretagne. Sie gehört zum Arrondissement Guingamp und zum Kanton Rostrenen. Zudem ist der Ort Mitglied des 1993 gegründeten Gemeindeverbands Kreiz-Breizh. Die Einwohner werden Peumeritois(es) genannt.

## Geographie
Peumerit-Quintin liegt etwa 41 Kilometer südwestlich von Saint-Brieuc im Südwesten des Départements Côtes-d’Armor.

## Bevölkerungsentwicklung
| Jahr                       | 1793 | 1800 | 1831 | 1836 | 1886 | 1921 | 1931 | 1962 | 1968 | 1975 | 1982 | 1990 | 1999 | 2006 | 2012 |
| Einwohner                  | 921  | 235  | 363  | 605  | 643  | 643  | 600  | 323  | 295  | 249  | 206  | 162  | 148  | 158  | 175  |
| Quellen: Cassini und INSEE |      |      |      |      |      |      |      |      |      |      |      |      |      |      |      |

## Baudenkmäler
Siehe: Liste der Monuments historiques in Peumerit-Quintin